# Пак Чон Сук
Пак Чон Сук (28 березня 1991) — південнокорейська хокеїстка на траві.
Учасниця Олімпійських Ігор 2004, 2008 років.
Срібна призерка Азійських ігор 2002 року.